# Лемпира (вождь ленка)
Лемпира (исп. Lempira, ум. 1537 г.) — касик (вождь) индейского племени ленка, противостоявший вторжению испанских конкистадоров во главе с Франсиско де Монтехо на территорию современного Западного Гондураса. Национальный герой Гондураса, его именем названы денежная единица и один из 18 департаментов Гондураса, а также город Пуэрто-Лемпира. На языке ленка его имя предположительно означает «Повелитель гор» или «Господин горы».

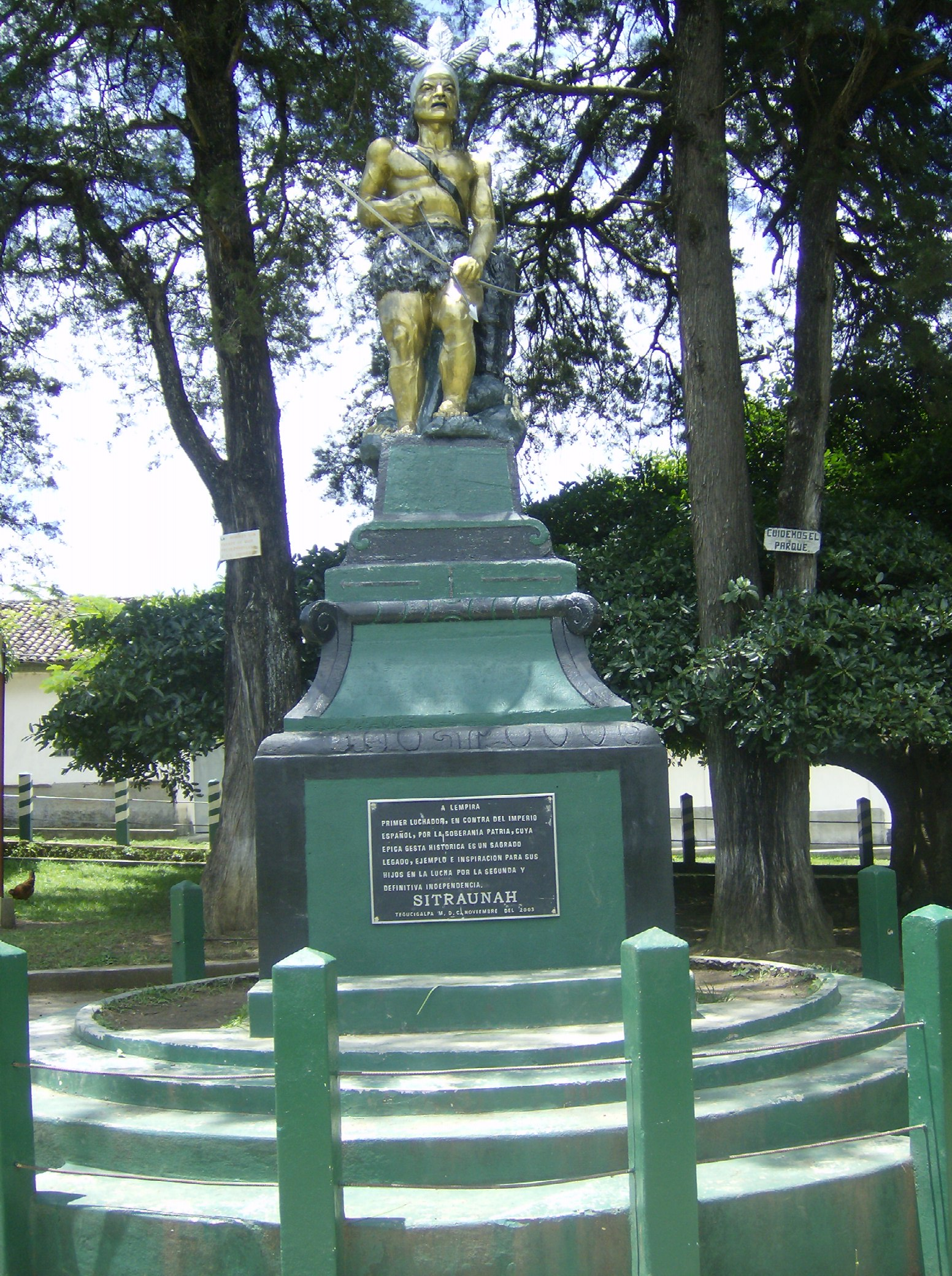
Памятник Лемпире. Департамент Лемпира, Гондурас

## Этимология
Хорхе Ларде-и-Ларин утверждает, что имя «Лемпира» образовано от ленканского языка: «lempa», что обозначает «господин», i, обозначающее «из» и era, которое обозначает «холм или гора». Таким образом, имя Лемпира обозначает «господин горы» или «Господин травы».

## История
Когда испанцы прибыли в Серкин, Лемпира в то же время сражался с другими вождями. Из-за того, что испанцы угрожали племени, Лемпира объединился с другой подгруппой ленка, каресами, и соединил другие племена ленка. Размещаясь на холме Серкин, Лемпира организовал сопротивление испанским конкистадорам в 1537 году, собрав при этом около 30000 солдат из 200 деревень. В итоге другие группы в долинах Комаягуа и Оланчо взялись за оружие. Попытки остановить Лемпиру во главе с Франсиско де Монтехо и Алонсо де Касересом были безуспешны до 1537 года.

## Примечания

Портрет Лемпиры на реверсе монеты в 20 гондурасских сентаво